# 호모반
호모 반(胡母班, ? ~ 190년 음력 6월)은 후한 말기의 관료로, 자는 계피(季皮)이며 연주 태산군 봉고현(奉高縣) 사람이다.

## 생애
하내태수(河內太守) 왕광(王匡)의 매부이다.
호모반은 탁상(度尙) · 장막(張邈) · 왕고(王考) · 유유(劉儒) · 진주(秦周) · 파향(蕃嚮) · 왕장(王章)과 함께 재물을 가벼이 여기며 사람들을 구제하여 이름이 높았고, 사람들은 호모반을 포함한 이 여덟 사람을 팔주(八廚)라고 불렀다.
초평(初平) 원년(190), 원소(袁紹)가 제후들을 규합하여 당시 정권을 장악한 동탁(董卓)에게 반기를 들었다(반동탁연합). 당시 호모반은 동탁 정권에서 집금오(執金吾)를 지내고 있었는데, 동탁의 명령으로 산동(山東)으로 가 연합군을 설득하였다. 그러나 왕광은 원소의 명령으로 호모반을 잡아 옥에 가두어 죽이려 하였고, 이에 호모반은 옥중에서 왕광에게 편지를 썼다.
| “ | 당신은 저를 감옥에 가두고 조리돌리려 하시는데, 이 어찌 포악무도한 짓이 아니겠습니까? 제가 동탁의 친척이라도 됩니까? 어찌하여 저를 (동탁과 같이) 미워하십니까? 당신은 범과 이리같은 입을 벌리시고 뱀독을 토하여 동탁에게 맺힌 원한을 제게 옮기어 분노하고 계시는데, 어찌 그리도 가혹하시단 말입니까? 사람은 죽음을 피하기 어려운 것입니다만, 미친 사람처럼 여겨져 해를 입는 것이 치욕스럽습니다. 만약 죽은 이에게 혼령이 있다면, 마땅히 하늘에 당신을 고소할 것입니다. 무릇 혼인이란 재앙과 복의 발단이라 하더니, 오늘에야 (재앙이) 나타났습니다. (지난날에는 서로) 한 몸처럼 감싸주다가 이제 원수가 되었으나, 죽을 사람의 두 딸은 당신의 조카이니, 죽은 후에는 저의 시체를 보지 않도록 해주십시오. | ” |

편지를 읽은 왕광은 호모반의 두 딸을 껴안고 울었으나, 결국 호모반은 죽었다.
훗날 호모반의 친척들은 조조(曹操)와 협력하여 왕광을 죽여 원수를 갚았다.

## 일화[5]
호모반이 태산 근처에 있을 때, 나무 사이에서 붉은 옷을 입은 기사가 호모반을 불러 말하였다.
| “ | 태산부군(泰山府君)께서 당신을 부르십니다. | ” |

호모반이 놀라서 우물쭈물하며 답하지 못하였는데, 다시 다른 기사가 그를 불렀다.
결국 기사를 따라 수십 걸음을 가니, 기사가 호모반에게 잠깐 눈을 감도록 하였다. 조금 지나서 궁전이 보였는데, 의장이 매우 위엄이 있었다. 호모반은 곧 누각으로 가 태산부군을 뵈었고, 태산부군은 음식을 마련하고 그에게 말하였다.
| “ | 제가 그대를 만나고자 한 것은, 다름이 아니라 편지를 사위에게 부치려 하기 때문입니다. | ” |

| “ | 따님은 어디에 계십니까? | ” |

| “ | 딸은 하백(河伯)의 아내입니다. | ” |

| “ | 갑자기 편지를 가져가게 되었는데, 어떻게 그곳으로 가야 하는지 모르겠습니다. | ” |

| “ | 지금 황하(黃河)의 중앙에 가서 배를 두드려 사람을 부르면, 저절로 편지를 받으러 오는 사람이 있을 것입니다. | ” |

호모반이 곧 작별하고 나왔는데, 전의 그 기사가 다시 눈을 감도록 하니 금세 원래 있던 곳으로 갔다.
드디어 서쪽으로 가 사람을 부르니, 어떤 계집종이 나와 편지를 받고 물 속으로 들어갔다. 잠시 후 그 계집종이 다시 뭍으로 나오더니 말하였다.
| “ | 하백께서 당신을 만나고자 합니다. | ” |

계집종이 호모반의 눈을 감기니, 곧 하백을 만났다. 하백은 크게 잔치를 베풀었는데, 호모반에게 말하는 것도 은근하였다.
호모반이 떠날 때, 하백이 말하였다.
| “ | 그대가 멀리서 편지를 보내주셨으니 감사한 일입니다만, 드릴 예물이 없습니다. | ” |

곧 하백은 좌우 사람들에 명하였다.
| “ | 푸른 실로 만든 내 신을 가져오너라. | ” |

하백은 이 신발을 호모반에게 주었다.
호모반이 나올 때에도 눈을 감았는데, 바로 배로 돌아왔다. 이후 장안(長安)에서 1년을 보내고 집으로 돌아갔다.
이후 태산 근처에 이르러, 호모반은 감히 그냥 지나갈 수 없어 나무를 두드리며 이름을 말하고는 이어서 말하였다.
| “ | 장안에서 돌아왔는데, 소식을 아뢰고자 합니다. | ” |

잠시 후 일전의 그 기사가 나타났고, 호모반을 데리고 전의 방법으로 데려갔다.
호모반은 태산부군에게 글을 바쳤고, 태산부군이 호모반을 만날 것을 청한 뒤 말하였다.
| “ | 반드시 달리 보답하겠습니다. | ” |

호모반은 말을 끝마치고 뒷간으로 갔다. 이때 호모반의 부친이 형구를 차고 노역을 하고 있었는데, 이러한 무리가 수백 명이었다. 호모반이 나아가 절하고 울며 물었다.
| “ | 아버님께서는 무엇 때문에 이런 일을 하십니까? | ” |

부친이 답하였다.
| “ | 내가 죽고 불행하여 3년 동안 이 일을 하게 되었는데 이제 2년이 지났다. 하지만 힘들고 괴로워서 살 수가 없구나. 태산부군께서 너를 대접하신다고 알고 있는데, 나를 위하여 태산부군께 말씀드려 이 고역을 면하게 해다오. 바로 사공(社公) 자리를 얻으련다. | ” |

호모반이 곧 머리를 조아리며 태산부군에게 애걸하자, 태산부군이 말하였다.
| “ | 산 자와 죽은 자는 그 길이 다르니, 서로 가까이 해서는 안 됩니다. 저로써는 아쉬울 것이 없긴 합니다만. | ” |

호모반이 괴로워하며 계속 애걸하니, 태산부군은 바로 허락하였다. 그래서 호모반은 태산부군에게 작별을 고하고 집으로 돌아갔다.
한 해 남짓 지나고, 호모반의 아이들은 모두 죽었다. 호모반은 매우 두려워하며 다시 태산으로 가 나무를 두드리며 태산부군을 뵙기를 청하였다. 전의 그 기사가 그를 태산부군에게 데려갔다. 호모반이 말하였다.
| “ | 전에 졸렬하게 빌고 나서 집에 갔더니, 자식들이 다 죽었습니다. 이제 재앙이 끝나지 않음을 두려워하여 뵙고 아뢰니, 불쌍히 여기시어 저를 구제해 주십시오. | ” |

태산부군이 손뼉을 치고 크게 웃으며 말하였다.
| “ | 그때 '산 사람과 죽은 사람은 길이 다르니, 가까이 해서는 안 된다'라고 말한 까닭은 바로 이 일을 염두에 두었기 때문입니다. | ” |

곧 태산부군은 바깥의 부하들에게 명하여 호모반의 부친을 불러들였다. 태산부군이 호모반의 부친에게 물었다.
| “ | 옛 마을의 사공 자리로 돌아갈 것을 요구했으면 마땅히 가문을 위해 복을 주어야지, 손자들을 다 죽인 것은 무엇 때문이오? | ” |

호모반의 부친이 답하였다.
| “ | 오래도록 고향을 떠났다가 돌아가게 된 것이 기뻤고, 또 술과 먹을 것을 만난 것이 넉넉하니, 손자들이 생각나 불러들인 것입니다. | ” |

태산부군은 다른 사람을 사공으로 임명하였으니, 호모반의 부친은 울며 물러났다. 호모반이 집에 돌아가 아이를 낳았는데, 모두 탈이 없었다.
| 전임 정원 | 후한의 집금오 ? ~ 190년 | 후임 사손서 |